# 特列布希夫齊
49°25′47″N 27°24′38″E / 49.42972°N 27.41056°E
特雷布希夫齊（烏克蘭語：Требухівці）是位於烏克蘭西部的村莊，由赫梅利尼茨基州裡赫梅利尼茨基區的梅吉比日市鎮負責管轄。該村面積2.68平方公里，海拔高度281米，人口1,257，人口密度每平方公里513.6人。